# JaKeenan Gant
Jakeenan Tyelle Gant (ur. 6 maja 1996 w Savannah) – amerykański koszykarz, występujący na pozycji silnego skrzydłowego, obecnie zawodnik Ulsan Mobis Phoebus.
W 2013 zdobył srebrny medal w turnieju Nike Global Challenge. W 2014 został wybrany najlepszym zawodnikiem szkół średnich stanu Georgia (Mr. Georgia Basketball – 2014).
9 października 2019 został zwolniony przez Indianę Pacers.

## Osiągnięcia
Stan na 10 października 2019, na podstawie, o ile nie zaznaczono inaczej.
NCAA
- Uczestnik turnieju Portsmouth Invitational Tournament (2019)
- Mistrz sezonu regularnego konferencji Sun Belt (2018)
- Obrońca roku Sun Belt (2018, 2019)
- Najlepszy nowo przybyły zawodnik roku konferencji Sun Belt (2018)
- Zaliczony do:
  - I składu:
    - Lefty Driesell Defensive All-America Team (2018, 2019)
    - Sun Belt (2019)
    - turnieju Gulf Coast Showcase (2018)
    - All-Louisiana (2019)
    - Riley Wallace All-America Team (2018)

  - III składu:
    - Sun Belt (2018)
    - All-Louisiana (2018)
- Zawodnik:
  - miesiąca LSWA (listopad 2018)
  - tygodnia:
    - Sun Belt (28.01.2019, 14.01.2019)
    - LSWA (14.01.2019)